# Дяденьково
Дяденьково — деревня в Одинцовском районе Московской области, в составе сельского поселения Ершовское.
Население — 1 чел. (2010). В деревне числится 1 садовое товарищество. До 2006 года Дяденьково входило в состав Каринского сельского округа.

## География
Деревня расположена на северо-западе района, в примерно 12 километрах на северо-запад от Звенигорода, у истоков реки Дубешни, высота центра над уровнем моря 214 м.

## История
Впервые в исторических документах деревня встречается в писцовой книге 1558 года, согласно которой село Дядинково, с церковью во имя святого Мины Великого (уничтожена в Смутное время, вновь выстроена в 1695 году), было вотчиной Владимира Игнатьевича Салтыкова. На 1705 год фиксируется село Дядинково, Никольское тож — второе название по располагавшемуся рядом сельцу Никольскому, Вантееву тож, которое к концу XVII века слилось с Дядинковым, в 1715 году была возведена деревянная церковь. В 1800 году, уже в сельце, было 8 дворов, 24 мужчины и 18 женщин. На 1852 год в деревне числилось 9 дворов, 39 душ мужского пола и 33 — женского, в 1890 году — 111 человек. По Всесоюзной переписи 17 декабря 1926 года числилось 23 хозяйства и 123 жителя. В Великую Отечественную войну Дяденьково было сожжено, по переписи 1989 года — 2 хозяйства, постоянного населения не было.

## Население
| 2002 | 2006 | 2010 |
| ---- | ---- | ---- |
| 0    | ↗1   | →1   |